# Pachetra semiconfluens
Pachetra semiconfluens är en fjärilsart som beskrevs av Barend J. Lempke 1964. Pachetra semiconfluens ingår i släktet Pachetra och familjen nattflyn. Inga underarter finns listade i Catalogue of Life.